# Ideoroncus cavicola
Ideoroncus cavicola är en spindeldjursart som beskrevs av Volker Mahnert 200. Ideoroncus cavicola ingår i släktet Ideoroncus och familjen Ideoroncidae. Inga underarter finns listade i Catalogue of Life.